# Стальной город (фильм)
«Стальной город» (англ. Steel Town) — цветная производственная мелодрама с элементами фильма нуар режиссёра Джорджа Шермана, которая вышла на экраны в 1952 году.
Фильм рассказывает о племяннике и будущем наследнике хозяина сталелитейного завода Стиве Костейне (Джон Лунд), который начинает изучение бизнеса своего дяди с самых низов, поступая на завод простым сталелитейщиком. Он знакомится с заведующей местного кафе Ред Макнамарой (Энн Шеридан) и её парнем, руководителем звена сталелитейщиков Джимом Денко (Говард Дафф), который оказывается непосредственным начальником Стива. Вскоре Стив рвёт отношения со своей светской подружкой и начинает отношения с Ред, а в решающий момент спасает отца Ред, начальника сталелитейного цеха (Уильям Харриган) от гибели на производстве, чем окончательно завоёвывает сердце девушки.
Несмотря на сильный актёрский состав, из-за слабости истории фильм не привлёк внимания критиков, отметивших главным образом красиво поданные практически документальные съёмки работы металлургического завода.

## Сюжет
После окончания смены звеньевой производственной бригады сталелитейной компании «Костейн» Джим Денко (Говард Дафф) направляется в кафе, которым заведует его остроумная и привлекательная подруга «Ред» Макнамара (Энн Шеридан). Сделав заказ, он отходит от стойки, чтобы помыть руки. В этот момент в кафе появляется новенький клиент (Джон Лунд), который сразу же начинает заигрывать с Ред, а затем садится на место Джима. Чтобы немного осадить новичка, Ред подаёт ему заказанный Джимом стейк, предвидя, какова будет реакция её парня. Когда появляется Джим, тут же возникает неминуемая словесная перепалка, быстро переходящая в кулачный бой. Ред быстро мирит парней, после чего покупает Джиму в соседнем магазине новую куртку взамен порванной в драке. Ни Ред, ни Джим не знают, что новичком, с которым они столкнулись, является Стив Костейн, племянник и наследник сталелитейного магната Майка Костейна, которому принадлежит завод. Стив сообщает Ред, что будет жить в доме Макнамары, не зная, что это её отец. Не желая иметь в доме посторонних, Ред пытается отговорить Стива, заявляя, что там живут чрезвычайно эксцентричные и странные люди, однако Стива это не останавливает.
На самом деле родители Ред, Мэк (Уильям Харриган) и Милли (Эйлин Кроу), оказываются очень милыми и гостеприимными людьми. Выясняется, что Мэк является старым другом Майка Костейна, с которым они вместе создавали компанию. Мэк пообещал Майку взять над его племянником шефство, чтобы тот познал специфику металлургического производства с самых низов. По возвращении домой Ред с возмущением воспринимает тот факт, что Стива поселили в её комнату, однако Стив похоже раду тому, что они будут жить под одной крышей. Во время семейного ужина в дом Макнамары звонит Валери, светская подружка Стива, прося к телефону Стива Костейна, и Ред, наконец, узнаёт, кто он такой. Во время разговора Стив несколько раз шутит по поводу жизни рабочих, что очевидно расстраивает всю семью, и они уходят из-за стола, не закончив ужин. После ужина Стив пытается извиниться перед Ред, однако она не хочет мириться с ним. Вскоре приезжает Джим, собираясь увезти Ред на свидание в кафе. Вместо этого Стив уговаривает Джима за деньги провести для него экскурсию по заводу. Втроём они отправляются на завод, где Джим подробно рассказывает о том, как организовано сталелитейное производство.
На следующий день Мэк назначает Стива в звено Джима, которое лидирует в месячном производственном соревновании сталелитейщиков. Джим опасается, что неопытный Стив может снизить их показатели, однако Стив оказывается трудолюбивым и умелым рабочим, не избегающим сложностей и опасностей работы. В обеденный перерыв во время игры в подкову Стив ставит 30 долларов за право пойти вместе с Джимом на свидание с Ред, и, четырежды точно метнув подкову, выигрывает пари. После работы, когда Ред узнаёт, что Джим проиграл Стиву свидание с ней, она вообще отказывается идти с Джимом, и уходит вдвоём со Стивом. Свидание заканчивается в месте встречи влюблённых, где Стив очаровывает и целует Ред. Через несколько дней у дома Макнамары на шикарной спортивной машине останавливается Валери, увозя Стива с собой. Поздно ночью Стив возвращается совсем пьяный, и когда Ред помогает ему лечь в кровать, он заявляет, что с Валери у него всё кончено, и целует Ред. Однако когда она слышит, как он называет её ласковым прозвищем, которым звал Валери, то в раздражении уходит.
Утром Стив приходит на работу в тяжёлом похмелье, раздражая Джима, так как это решающий день производственного соревнования. Стив однако справляется с собой в течение дня, и их звено продолжает удерживать лидерство. Ближе к концу дня Стив замечает, что Мэк неожиданно хватается за грудь и падает, и тут же бежит ему на помощь. Пока Мэк приходит в себя, печь Стива переполняется, и часть расправленного металла выливается наружу. Стив бросается исправлять ситуацию, однако Джим вынужден оттащить его в сторону, так как работать у печи в этот момент крайне опасно. В итоге звено Джима теряет много стали и с небольшим отставанием проигрывает соревнование. Мэк собирается объяснить Джиму, почему печь Стива осталась без контроля, однако Стив просит не делать этого. В кафе, где их соперники празднуют победу в соревновании, Джим от злости бьёт Стива.
На следующий день Мэк у которого слабое сердце, сообщает жене, что готов выйти на пенсию, чем чрезвычайно радует её. Тем временем в цехе Мэку вновь становится плохо, он теряет сознание, переваливается через ограждение и падает в котёл, в который должны залить расплавленный металл. Заметив это, Стив с помощью огромного крана спускается в котёл, а затем, помещает на кран Мэка, которого успевают поднять за секунду до пуска в котёл стали. Узнав о том, что произошло, Ред и Милли немедленно приезжают в больницу, где выясняется, что Мэку уже стало лучше, однако врач категорически запрещает ему возвращаться на производство. У Стива, который лежит с Мэком в одной палате, ожоги второй степени, и врачи обещают выписать его через несколько дней. Пользуясь моментом, Стив сообщает Мэку и Милли, что хотел бы стать их зятем, и радостная Ред целует его.

## В ролях
- Энн Шеридан — Ред Макнамара
- Джон Лунд — Стив Костейн
- Говард Дафф — Джим Денко
- Уильям Харриган — Мэк Макнамара
- Эйлин Кроу — Милли Макнамара
- Чик Чандлер — Эрни
- Джеймс Бест — Джо Ракич
- Нэнси Калп — Долорес, официантка
- Джеймс Дайм — посетитель кафе
- Элейн Райли — Валери (в титрах не указана)

## Создатели фильма и исполнители главных ролей
Джордж Шерман был одним из плодовитых голливудских режиссёров, поставившим в период между 1937 и 1971 годами 113 художественных фильмов, преимущественно категории В, среди которых большинство составляют вестерны. Среди фильмов других жанров наиболее успешными его картинами были фильмы нуар «Секрет Свистуна» (1946), «Кража» (1948) и «Спящий город» (1950), а также приключенческий экшн «Против всех врагов» (1952).
На рубеже 1930—1940-х годов Энн Шеридан достигла звёздного статуса благодаря ролям в таких фильмах, как «Чёрный легион» (1937), «Ангелы с грязными лицами» (1938), «Додж-Сити» (1939), «Они ехали ночью» (1940), «Человек, который пришёл к обеду» (1942), «Кингс роу» (1942) и «Нора Прентисс» (1947).
По словам историка кино Хэла Эриксона, «хотя первой в списке актёров фильма указана Шеридан, однако большую часть истории несёт на себе Джон Лунд», который к тому времени был известен по ролям в таких фильмах, как «Каждому своё» (1946), «Зарубежный роман» (1948), «У ночи тысяча глаз» (1948), «Не её мужчина» (1950) и «Брачный сезон» (1951).

## История создания фильма
Фильм находился в производстве в сентябре-октябре 1951 года. Большая часть фильма была снята на натуре на сталелитейном заводе Kaiser Steel Corporation в Фонтане, штат Калифорния, дополнительные съёмки проходили в павильонах студии Universal Pictures.
В статье «Нью-Йорк таймс» от октября 1951 года отмечалось, что «24 рабочих завода сыграли в фильме эпизодические роли, а у четырёх из них были роли со словами». В статье указывалось также, что оператор фильма Чарльз П. Бойл в 1938 году снял по заказу сталелитейной компании U.S. Steel производственный фильм «Люди из стали» (1938), который в своё время получил высокие оценки специалистов. По информации Американского института киноискусства, «многие обозреватели отметили чрезвычайную документальную точность сцен этого фильма, показывающих работу завода».
Фильм заканчивается следующим письменным заявлением: «Мы выражаем признательность компании Kaiser Steel Corporation из Фонтаны, штат Калифорния, и её сотрудникам за их великолепное сотрудничество при создании этого фильма».
В марте 1952 года «Лос-Анджелес таймс» сообщила, что кинокомпания Universal-International организовала для представителей прессы специальную ознакомительную поездку на сталелитейный завод Kaiser перед предварительным показом им фильма. Фильм вышел в прокат 15 марта 1952 года.

## Оценка фильма критикой
Фильм не вызвал большого интереса у критики. В частности, после выхода картины на экраны кинообозреватель Говард Томпсон из «Нью-Йорк таймс» прямо отметил, что «там особенно не о чем писать… Это полностью стандартный фильм, единственным достоинством которого является великолепный фон». Как пишет критик, «студия вторглась на калифорнийский завод, сделав несколько потрясающих эпизодов сталелитейщиков в действии. Эту живописную новизну, которая смотрится как хороший документальный фильм», однако, «почти заслоняет банальная романтическая история с участием Энн Шеридан, Говарда Даффа и Джона Лунда», в которой по словам Томпсона, «практически всё предсказуемо через 10 минут после начала». Несмотря на старания актёров, которые «делают всё, что могут, чтобы справиться с утомительным шквалом двусмысленных разговоров и острот,… фильм увядает от полного безличия истории», сводящейся к «шаловливому перетягиванию каната из-за леди-официантки».